# 国際固定暦
国際固定暦（こくさいこていれき 英：International Fixed calendar）は、モーゼス・コッツワースが1902年に提案した太陽暦改暦案のひとつ。1年は毎月28日の月が13か月と、1日または2日の月や週に属さない日からなる。永久暦 (Perennial calendar) であり、すべての日付が毎年同じ曜日になる。公式に採用した国はないが、1928年から1989年までコダック社の公式の暦として用いられていた。

## 規則
暦年は28日の月が13か月からなり（28×13＝364日）、ちょうど4週に分けられる。さらに大晦日 (Year Day) と呼ばれる付加日が年末に休日として付け加えられ、合計365日となる。年始はグレゴリオ暦と同じであり、グレゴリオ暦の1月1日は常に国際固定暦の1月1日に該当する。英語で12個の月はグレゴリオ暦と同じ名称であるが、13番目の月はJuneとJulyの間に挿入されてSol（ソル）と呼ばれる。Solは北半球の真夏に位置するため、太陽を意味する名が選ばれた。
国際固定暦の閏年は366日であり、置閏法はグレゴリオ暦に準ずる。すなわち、西暦年数が4で割り切れるときは基本的に閏年であるが、100で割り切れ400で割り切れない年は平年である。例えば、1700年・1800年・1900年は平年であり、2000年は閏年である。国際固定暦の閏日は6月 (June) の月末（28日）と7月 (Sol) の最初の日（1日）の間に挿入される。
すべての月は日曜日に始まり、土曜日に終わる。したがって、年始は常に日曜日である。すべての月は次のようなカレンダー（七曜表）となる。
大晦日と閏日には月が割り当てられない。
国際固定暦の各月の1日と大晦日、閏日はグレゴリオ暦の以下の日付に対応する。途中にSolが入るため、8月以降は日本語と英語の月が1か月ずれる。
| 月     | 英語名    | 始まりの日 | 終わりの日 |
| ------ | --------- | ---------- | ---------- |
| 1月    | January   | 1月1日     | 1月28日    |
| 2月    | February  | 1月29日    | 2月25日    |
| 3月    | March     | 2月26日    | 3月25日※   |
| 4月    | April     | 3月26日※   | 4月22日※   |
| 5月    | May       | 4月23日※   | 5月20日※   |
| 6月    | June      | 5月21日※   | 6月17日※   |
| 閏日   | Leap Day  | 6月17日    | 6月17日    |
| 7月    | Sol       | 6月18日    | 7月15日    |
| 8月    | July      | 7月16日    | 8月12日    |
| 9月    | August    | 8月13日    | 9月9日     |
| 10月   | September | 9月10日    | 10月7日    |
| 11月   | October   | 10月8日    | 11月4日    |
| 12月   | November  | 11月5日    | 12月2日    |
| 13月   | December  | 12月3日    | 12月30日   |
| 大晦日 | Year Day  | 12月31日   | 12月31日   |

※のついた日付は閏年には1日早くなる。

## 歴史
13か月の永久暦の発想は、少なくとも18世紀中頃には登場していた。月の名前と、閏日を置く場所によって多様なバリエーションが存在していた。
1745年にジョージ暦がメリーランド州のHirossa Ap-Iccimという筆名の作者（本名：ヒュー・ジョーンズ）によって提案された。365日目はクリスマスとされ、13か月目をジョージ2世から取ってジョージ (George) とし、年始を冬至に置いた。置閏法はグレゴリオ暦に従わなかった。1753年に変更されたバージョンでは、すべての月がキリスト教の聖人の名に変更された。
1849年にフランスの哲学者オーギュスト・コントは13か月の実証暦を提案した。各月の名前がモーゼ、ホメーロス、アリストテレス、アルキメデス、カエサル、聖パウロ、シャルルマーニュ、ダンテ、グーテンベルグ、シェークスピア、デカルト、フレデリック、ビシャーであった。付加日は実証主義による人類の宗教の「聖人の日」であった。週の始まりは日曜日から月曜日に改められ、年や月の始まりも月曜日となった。また、コントは西暦1789年を1年とする新しい紀年法を採用した。コントはAp-Iccimと同じく付加日を365日目に置いて祝日とした。閏日はその後に置いてやはり祝日とした。
コッツワースが国際固定暦以前の13か月の改暦案に精通していたかどうかはわかっていない。彼は、Ap-Iccimが365日目を休日としたのを引き継いだ。彼の提案は、大晦日は日曜日と称するべきであり、翌日の元日も日曜日であるから、それを二重の日曜日 (Double Sunday) と呼ぶことであった。コッツワースの目標は商工業のためにもっと「合理的な」暦として単純化することであったので、グレゴリオ暦の月の名前、日曜日から始まる週、置閏法をそのまま引き継いだ。
国際連盟が130の改暦案から最良のものとして国際固定暦を選んだ直後に、コッツワースの改暦案を推進するために1923年に国際固定暦連盟 (The International Fixed Calendar League; IFCL) が設立された。標準時の世界的な採用に尽力したサンドフォード・フレミングがIFCLの最初の代表者になった。IFCLの本部は最初はロンドンに置かれ、のちにニューヨーク州ロチェスターに移転した。コダックを創業したジョージ・イーストマンは国際固定暦の熱心な支持者となったので、コダック社内で国際固定暦を使用した。1937年に国際連盟の改暦計画が頓挫したため、その直後にIFCLは活動を停止した。

## 利点
国際固定暦のいくつかの利点は、主にその構成に関係がある。
- 毎年正確に52週であり、13か月に分割される。
- 毎月正確に28日であり、4週に分割される。
- カレンダーは永久に毎年同じであり、グレゴリオ暦のように年ごとに違うカレンダーにならない。そのため、長期の生産サイクルを持つ機関や産業界がスケジュールを立てるのがより容易である。
- 同じ日付の日が、毎月同じ曜日に当たる。例えば、17日は常に火曜日である。
- すべての月が同じ数の営業日と休日を持つため、月ごとの統計がより正確になる。13週の四半期も同様である。
- 月ごとの経済のキャッシュフローが、1年が13等分されるため、12に不等分割されるより優れている、と国際固定暦の支持者は主張した[10]。

## 欠点
- 迷信として忌避される13日の金曜日が毎月存在する。これは、週の始まりを日曜日から月曜日に改めることによって解決する。
- 13は素数であるため、月単位で等分割できない。そのため、13週ごとに置かれる四半期の境界を月の境界と一致させることができず、月の途中で四半期が変わることになる。
- 一部のユダヤ教、キリスト教、イスラム教の宗教団体は歴史的な経緯から反対していた。彼らは伝統的に7日ごとの決まった曜日に礼拝を行っていたので、大晦日や閏日が入ることにより礼拝の間隔が8日間になってしまうからである[11]。これについては、大晦日や閏日は礼拝の追加日とすれば良いと国際固定暦の支持者は主張した。